# 深圳公交高峰26线
深圳公交高峰专线26路，是从西乡三围码头往来龙珠医院的高峰线路，由深圳巴士集团股份有限公司运营。

## 线路简介
- 深圳公交高峰26线由深圳巴士集团股份有限公司营运。
- 高峰26线从西乡三围码头开往龙珠医院，全长30公里，配车9台，车型为海格客车KLQ6891GAE3、海格客车KLQ6920GE3和金龙客车XMQ6116G3空调客车；单程行驶时间约为60分钟。
- 服务时间：早高峰07:00-10:00；晚高峰17:30-20:00
- 发车间隔：10分钟一班（仅高峰期营运）

## 途径站点
- 往桃源村方向:西乡三围码头 - 西乡奋达科技 - 固戍地铁站 - 联升购物广场 - 华万工业园 - 银田工业区 - 西乡客运站 - 盐田大门 - 圣淘沙 - 海滨新村 - 深业新岸线 - 宝安赛格 - 创业天虹商场 - 宝安交通运输局③ - 宝安万佳 - 深南北环立交① - 南头② - 麒麟花园 - 华瀚科技 - 松坪学校小学部 - 茶光① - 龙辉花园 - 新屋村 - 桃源村 - 龙珠医院（24站）

- 往西乡方向:龙珠医院 - 桃源村东 - 桃源村 - 新屋村 - 龙辉花园 - 茶光① - 松坪学校小学部 - 华瀚科技 - 麒麟花园 - 南头② - 深南北环立交① - 宝安万佳 - 西城上筑 - 宝安赛格 - 深业新岸线 - 海滨新村 - 圣淘沙 - 盐田大门 - 西乡客运站 - 银田工业区 - 华万工业园 - 联升购物广场 - 固戍地铁站 - 西乡奋达科技 - 西乡三围码头（24站）

## 历史
- 深圳公交高峰26线于2010年3月31日开通,以当时70路的海格客车KLQ6891GAE3调入4部于高峰26线营运。[1]
- 2012年7月1日，高峰26线一端总站由西乡恒生医院搬迁至西乡三围码头。

## 资料来源
1. ↑  . 广州日报. 2010-03-31 （中文（简体））.[永久]